# Avesta visentpark

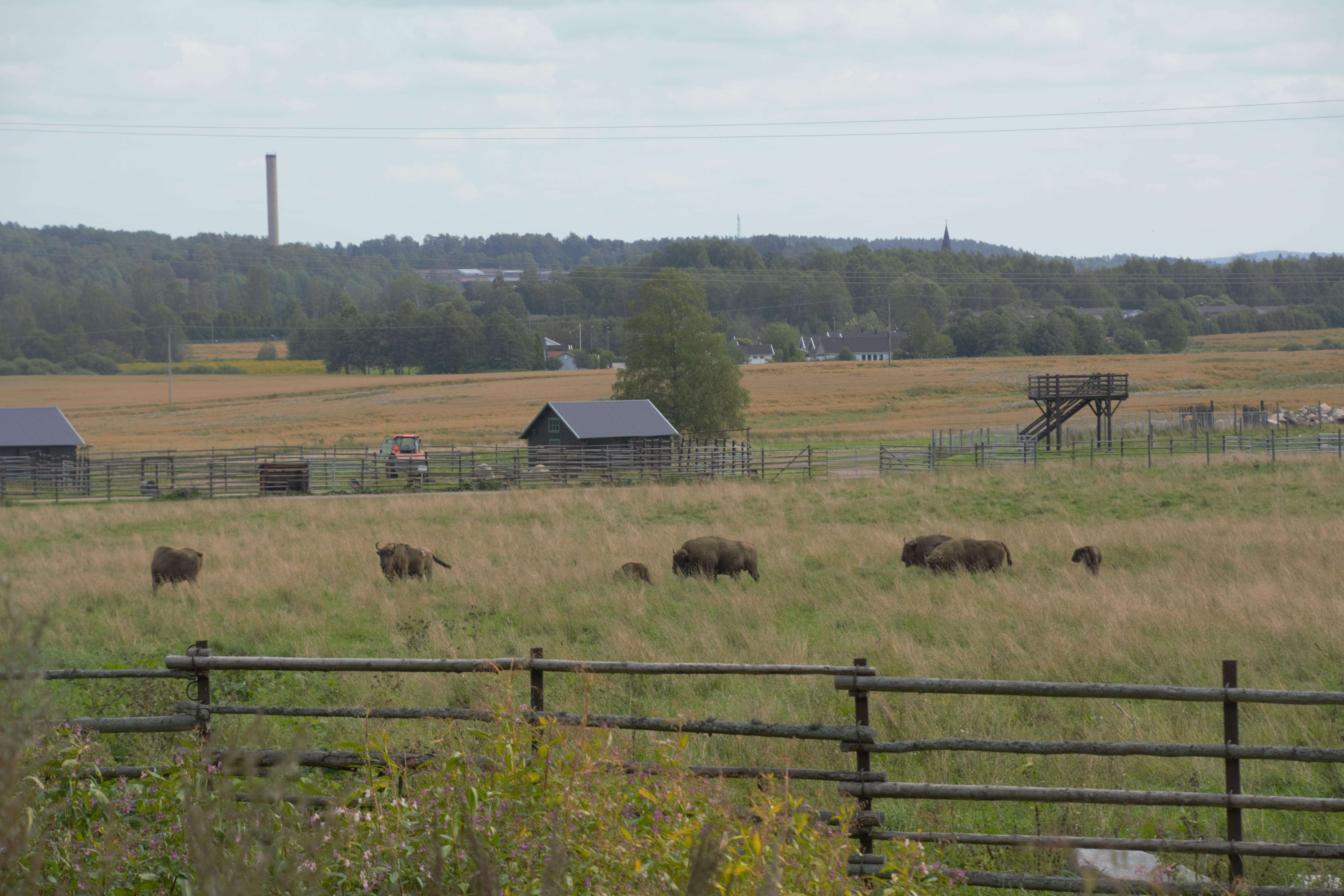
Hjorden i det ena av Avesta visentparks två stora hägn, med Avesta i bakgrunden

Avesta visentpark är en avelsanläggning för visenter vid Avesta.

## Historik
Visenter försvann ur Sveriges fauna för omkring ett tusen år sedan. Efter första världskriget utrotades de vilda visenterna i urskogen Bialowieza i Polen och därefter fanns endast 54 visenter kvar i europeiska djurparker. Efter bevarandeprojekt sedan 1923 på initiativ av den polske zoologen Jan Szoltcman (1854–1928), finns i dag visenter i vilt tillstånd i Polen, Litauen, Vitryssland, Ukraina och Ryssland, samt senast också i Rumänien.
Axel Ax:son Johnson var god vän med Alarik Behm, som var chef för Skansens naturvetenskapliga avdelning och som sedan 1910 byggt upp en visentpopulation på Skansen.
tog som ägare av Avesta Jernverk initiativ till ett hägn från 1924 i närheten av Långsjön i Norbergs kommun för sex av Skansens dåvarande tio visenter för att utveckla aveln. En av visenterna var kon "Billa", som var den första visentkalven som föddes på Skansen 1918.
Hägnet flyttades 1939 till Stubbsvedens gård nordväst om Avesta. År 1965 hade visentparken 36 visenter och har sedan 1970-talet sänt djur därifrån till utländska avelsanläggningar. Djurparken har också tagit emot exemplar utifrån, till exempel 1969 tjuren Pudam från Polen, vilken avbildats av Lars Andersson i den skulptur i rostfritt stål, som numera står i Stadshusparken i Avesta.
Visentparken hade 2017 24 djur i två flockar i var sitt hägn. Den ägs och drivs sedan 2005 av Avesta kommun och är sedan 2012 öppen för allmänheten.

## Utplacering av visenter i Rumänien
Avesta visentpark samarbetar sedan 2014 med den nederländska stiftelsen Rewilding Europe om utplacering av visenter i det fria i Rumänien. Syftet är att under en tioårsperiod placera ut fem-tio visenter per år i nationalparker i Karpaterna i Rumänien. Stiftelsen driver där ett projekt med finansiering från Europeiska Unionen.
År 2009 sändes två kvigor till Rumänien. År 2014 skickades sex visenter och 2017 ytterligare nio.

## Bildgalleri

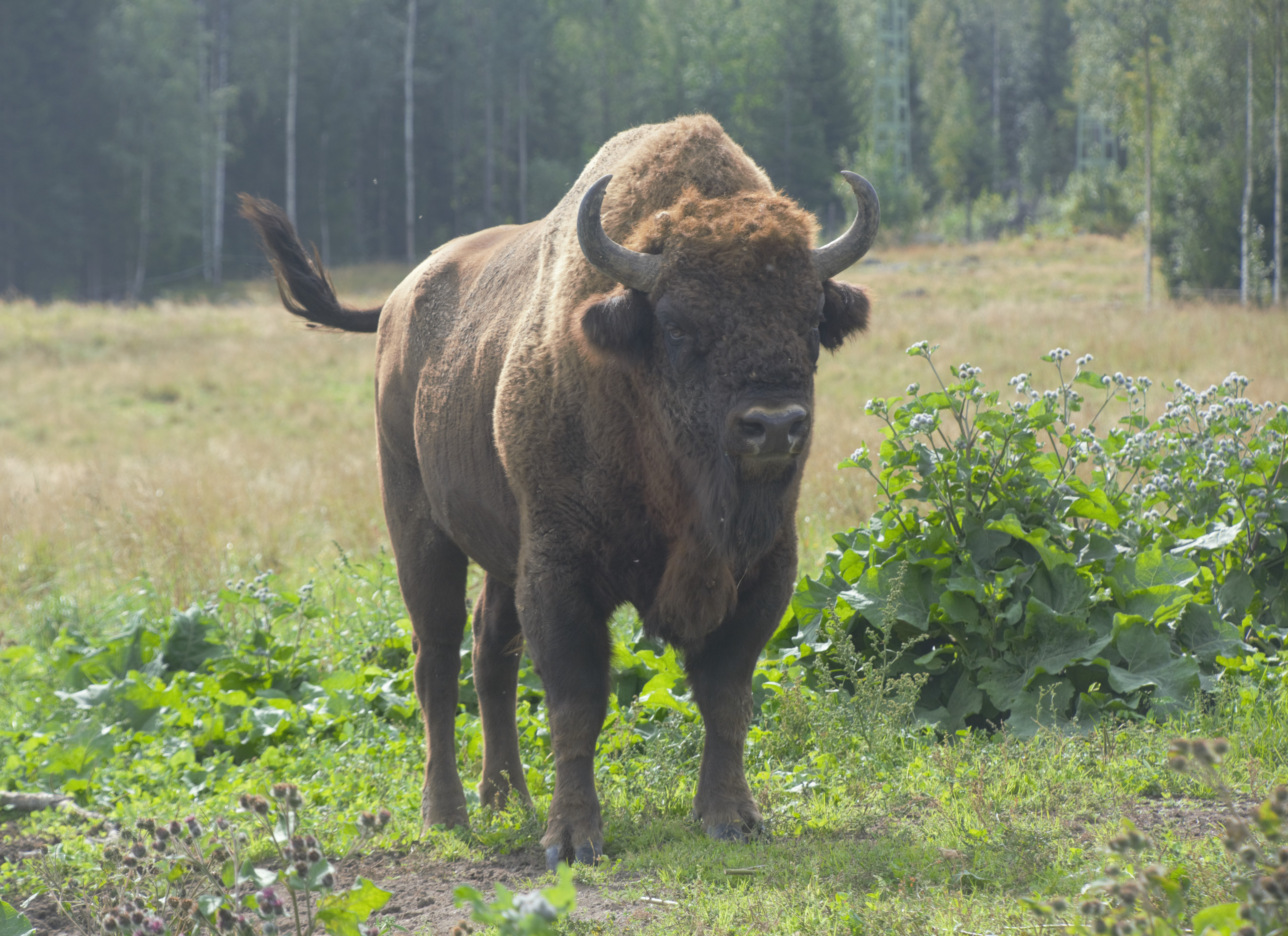
Visenttjur
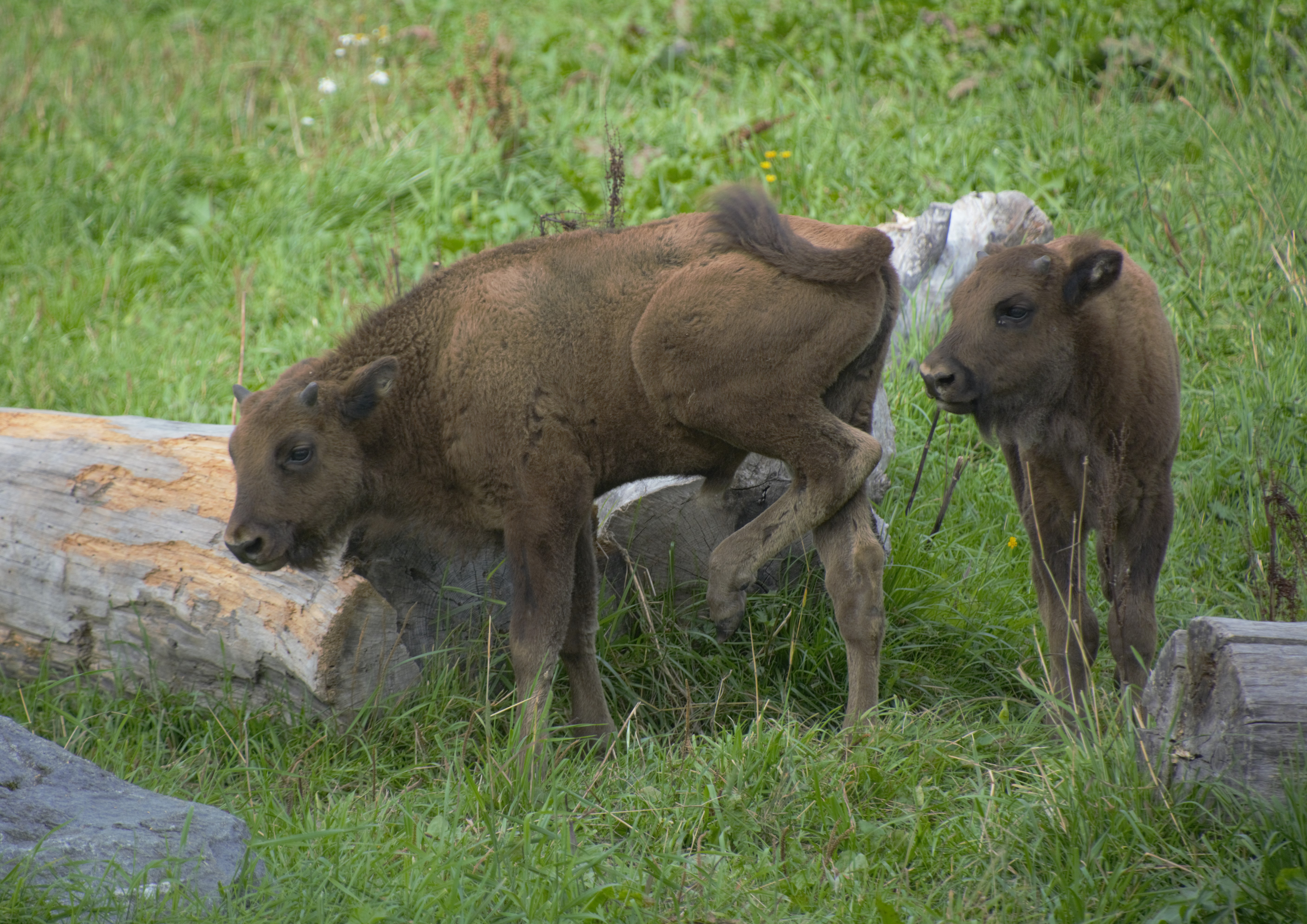
Årskalvar
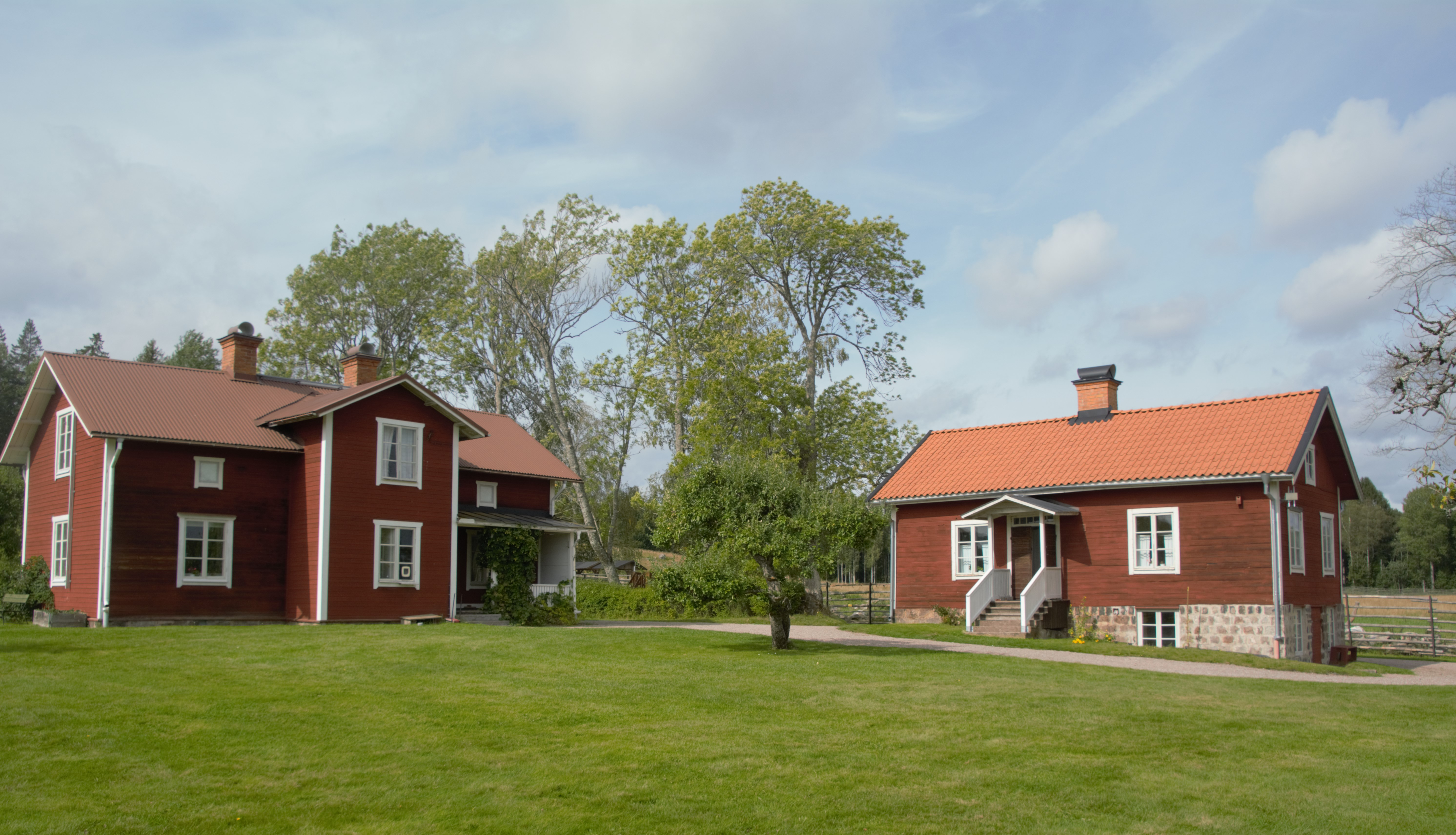
Stubbsvedens gård: manhus och sidobyggnad med två lägenheter (nu museum)
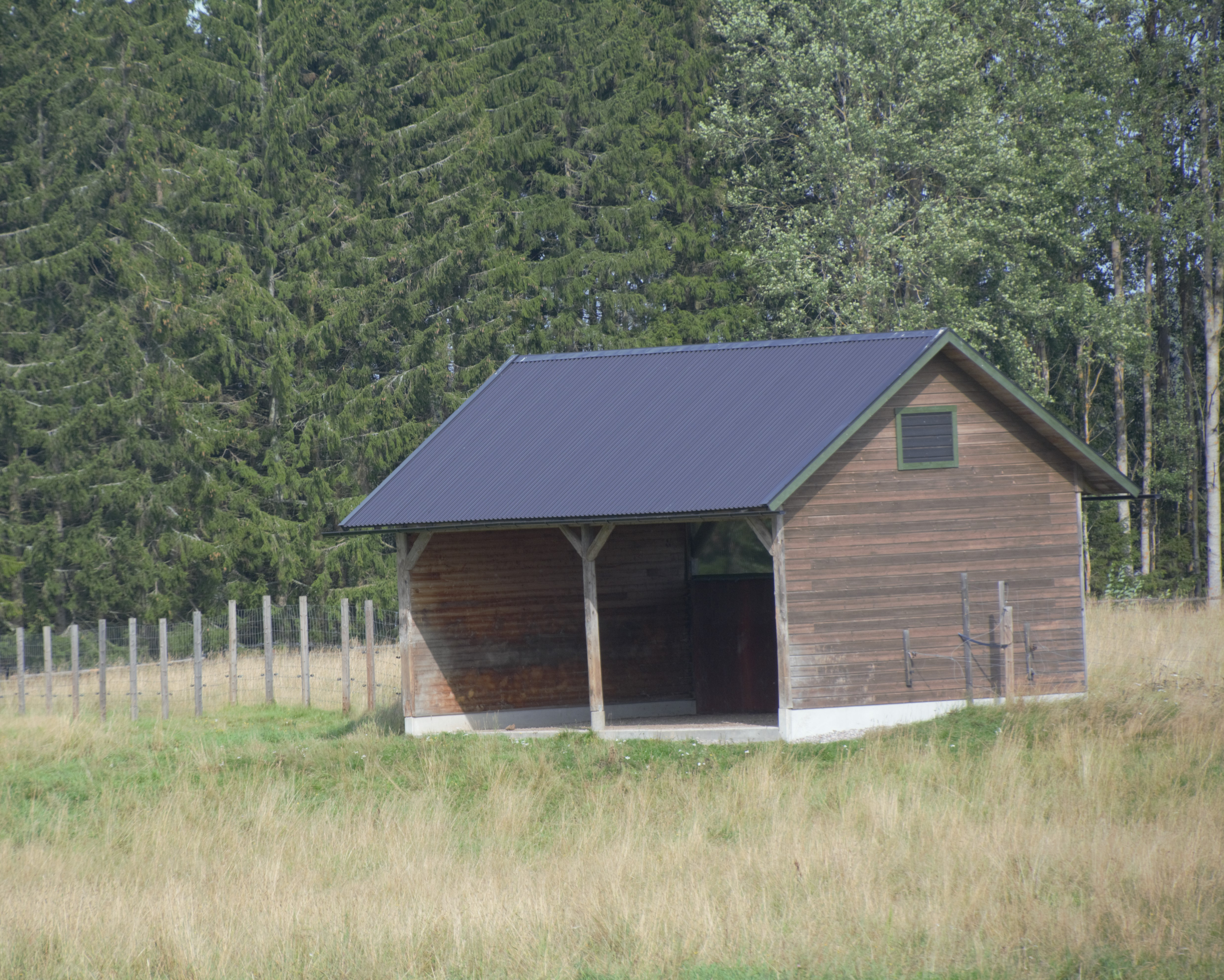
Visentskydd efter modell, som ritades av Erna Mohr 1947
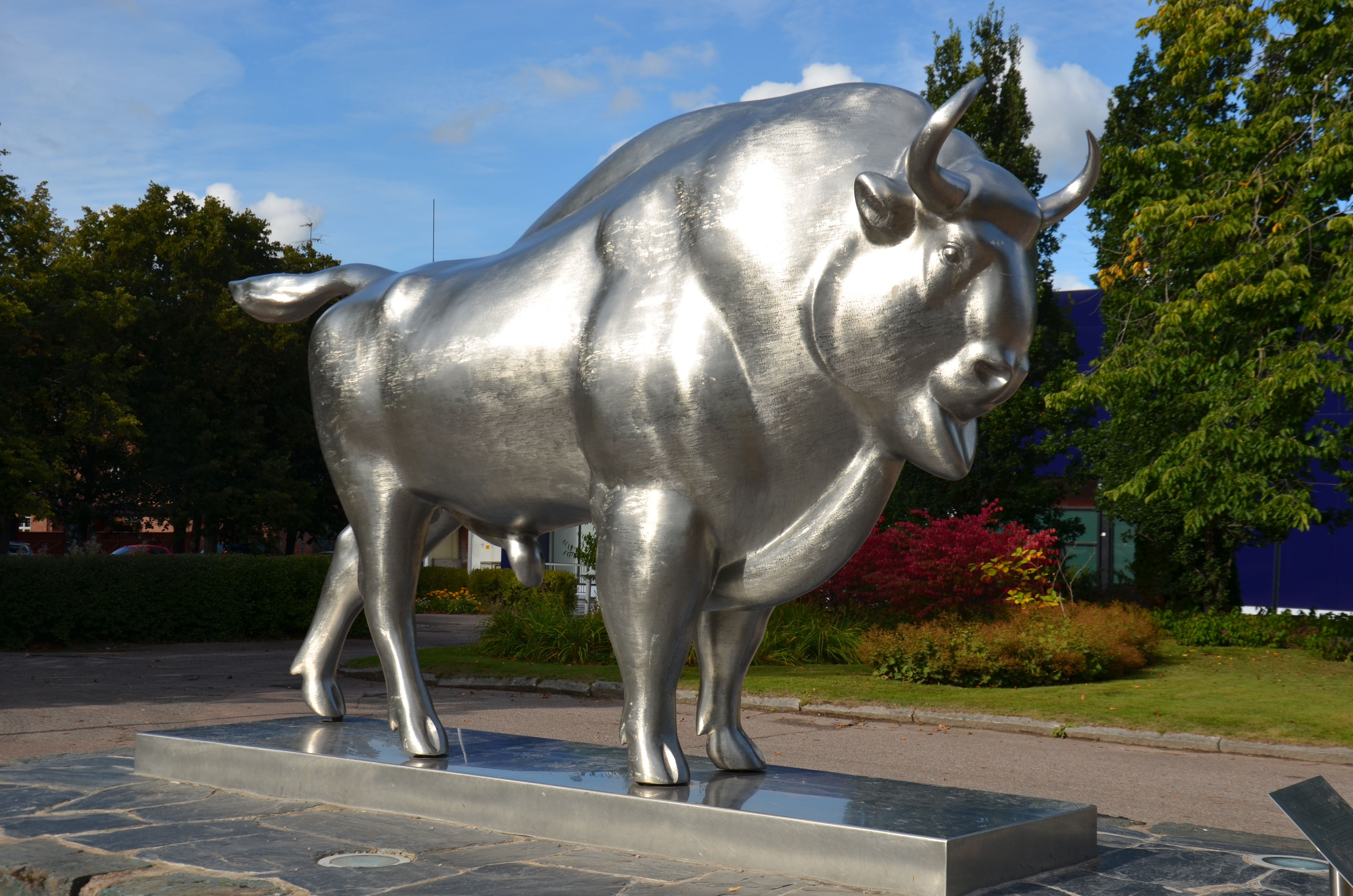
Lars Anderssons staty över Avesta visentparks tjur Pudam i Stadshusparken i Avesta. Pudam importerades 1969 från det polska avelscentret i Niepołomice